# 모바일 리빙 스페이스
모바일 리빙 스페이스(영어: Mobile Living Space)는 모빌리티 공간을 건물의 일부로 활용하는 것으로, 현대차그룹이 비전 영상을 공개했다.

## 상세
2023년 1월 30일에 공개됐다. 모빌리티와 건물의 유기적인 연결 시나리오를 보여주는 애니메이션으로, 모빌리티가 건물에 부착되어 탑승객이 외부에 노출되지 않고도 양쪽을 자유롭게 오가는 상황을 묘사했다. 건물 내에서 차량의 공조 및 엔터테인먼트 시스템을 활용하는 모습을 제시했다.
건물과 모빌리티가 오차 없이 연결되고 해제될 수 있도록 모빌리티의 루프(지붕)를 확장해 건물과 맞물리도록 하는(도킹) 게이트 구조를 설계했다. 또한 출입구 크기를 동일하게 맞춰 사용자가 허리를 굽히지 않고 건물과 모빌리티 양쪽을 오갈 수 있도록 모빌리티의 높낮이를 조절하는 기술을 개발했다. 수축과 팽창이 가능해 외부 공기를 완전히 차단할 수 있는 고무 재질의 연결 부품을 고안하여, 건물 전원으로 모빌리티를 무선 충전하는 기술과 모빌리티의 공조시스템 제어 기술도 공개했다. 현대차그룹은 관련한 10개 기술 특허를 국내와 주요 국가에 출원했다.

## 기능별 시스템 분류
- 가변 루프 모빌리티 구조

: 주행 중에는 모빌리티 전고를 낮추고(1950mm), 건물과 연결할 때는 전고를 높이는(2350mm) 기술. 안전성 및 연결성을 높여 승하차 편의를 개선.
- 모빌리티-건물 연결 서비스 로직

: 주차부터 모빌리티 전고 조절 등 모빌리티와 건물을 연결하는 과정에 관련한 로직과 제어기술.
- 모빌리티-건물 양방향 도킹 구조

: 사용자가 모빌리티와 건물 사이를 오갈 수 있는 통로를 만드는 출입문 구조.
- 레일을 활용한 모빌리티 리프트 업 구조

: 도어 모듈과 루프 모듈에 레일을 삽입하여 하부의 차체와 상부의 캐빈이 레일을 따라 움직이도록 하는 구조.
- 가변 루프 및 히든 도어 구조

: 모빌리티 출입문에 유압 실린더를 장착 후 루프 모듈의 높낮이를 조절. 루프가 높아지는 경우 건물 반대쪽 도어에 발생하는 틈새를 별도의 패널로 막는 구조. 
- 액티브 윈드 블록을 적용한 이중 웨더스트립 구조

: 모빌리티의 높낮이가 변하는 과정에서 외부에 노출되지 않도록 하기 위한 웨더스트립 구조. 이중으로 웨더스트립을 운용하면서도 수축과 팽창이 가능한 별도 부품을 추가. 
- 액티브 하우스 연결 방법 및 기능 제어

: 건물과 연결되는 모빌리티의 다양한 개폐 방식을 고려한 구조 및 기능 제어 로직. 
- 액티브 하우스 충전 로직

: 건물의 전력원을 통해 모빌리티가 충전될 수 있도록 하는 상황별 로직.
- 플러그인 에어컨디셔닝 시스템

: 거주 공간에서 모빌리티의 냉난방 기능을 활용할 수 있도록 하는 운용 기술.
- 액티브 하우스 포트 시스템

: 허가 차량을 인식해 건물과의 연결을 승인 후 정확한 위치에 주차시키고, 포트 활용으로 건물과 연결시키는 콘셉트.

## 같이 보기
현대자동차그룹
자율주행
모빌리티
액티브 하우스